# Rescinnamina
'Rescinamina es un inhibidor de la enzima convertidora de la angiotensina que es utilizada como una droga antihipertensivo.
Se trata de un alcaloide obtenido de Rauwolfia serpentina  y otras especies del género Rauwolfia.

## Las marcas
- Moderil
- Cinnasil
- Anaprel